# Montbrison, Loire
Montbrison là một xã trong tỉnh Loire miền trung nước Pháp.
Thị trấn được lấy tên cho pho mát xanh Fourme de Montbrison được sản xuất trong khu vực này trong nhiều thế kỷ.
Thị trấn Montbrison được thành lập trong khu vực quanh các lâu đài lãnh chúa ở vùng Forez, mà Montbrison sau đó đã trở thànht thủ phủ. Tài liệu sớm nhất ghi chép về xã là vào năm 870.
Thị trấn đã được củng cố phòng thủ sau các đợt tấn công của quân Anh tại thời kỳ bắt đầu của chiến tranh trăm năm.

## Dân số
- 1962 10697
- 1968 11213
- 1975 12451
- 1982 13280
- 1990 14064
- 1999 14589

## Cư dân nổi tiếng
- Marie-Anne Pierette Paulze (1758 – 1836), vợ của Antoine Lavoisier
- Pierre Boulez (1925 -), nhà soạn nhạc
- Philippe Delaye (1975-), cầu thủ bóng đá
- Victor de Laprade (1812-1882), nhà thơ lãng mạn Thiên chúa giáo
- Charles Martin, ký giả.
- Mickey 3D, nhóm nhạc pop
- Ravachol.
- Muriel Robin (1955), nữ nghệ sĩ
- Yves Triantafilos (1948-), cầu thủ bóng đá
- Christophe Agou (1969-), nhiếp ảnh gia